# Ян Ян (A)
Ян Ян (кит.: 杨扬) — китайська ковзанярка, що спеціалізувалася в шорт-треку, дворазова олімпійська чемпіонка, олімпійська медалістка, багаторазова чемпіонка світу, член Міжнародного олімпійського комітету.
Ідентифікатор (А) додається до прізвища й імені спортсменки для того, щоб відрізнити її від іншої китайської ковзанярки Ян Ян (S). Обидві Ян Ян виступали одночасно й навіть в одній команді. Спочатку для розрізнення використовували ідентифікатор (L) від англійського large — велика, тоді як (S) означало small — мала. Але такий ідентифікатор Ян Ян не сподобався, й вона вибрала (А) за місяцем свого народження (серпень, англійською august).
Ян Ян одна з найвидатніших шорт-трекісток в історії. Вона здобула 34 титули, зокрема рекордні 6 разів ставала чемпіонкою світу в багатоборстві.  Її золота медаль олімпійської чемпіонки на дистанції 500 метрів, здобута в Солт-Лейк-Сіті, стала першою золотою медаллю Китаю на зимових Олімпіадах. До неї Ян Ян додала золоту медаль за перемогу на дистанції 1000 метрів.
Після Олімпіади в Солт-Лейк-Сіті Ян Ян зробила перерву у виступах, але повернулася на Туринську олімпіаду, де завоювала бронзу на дистанції 1000 метрів. 
2010 року Ян Ян обрали членом Міжнародного олімпійського комітету. Вона також член комітету Всесвітнього антидопінгового агентства.